# Invariant per nusos
Es coneix com a invariant per nusos qualsevol funció f del conjunt de tots els nusos possibles a qualsevol conjunt tal que, siguin K i K' dos nusos isòtops (o, alternativament, homeomorfs), es compleixi f(K) = f(K'). Val la pena observar que no s'imposa com a condició la recriprocitat, pel que f(K) = f(K') no té per què implicar que K i K' siguin isòtops (podem tenir nusos diferents que prenguin el mateix valor per un invariant donat).
Pel que fa al conjunt d'arribada dels invariants per nusos més usuals hi predominen els polinomis, tot i que també són usats invariants que assignen a cada polinomi un grup (com en el cas del grup fonamental del complementari del nus) o un nombre (com passa amb els invariants de Vassiliev). Un dels invariants no trivials amb conjunt d'arribada més petit és l'invariant d'Arf, que assigna a cada nus un valor del conjunt {0, 1}.
Un dels primers invariants per nusos estudiats fou el grup fonamental del complementari (degut a les primeres definicions formals del concepte de nus). Tot i que és un invariant complet (és a dir, que sí que distingeix els nusos unívocament) la seva complexitat portà a definir els anys següents diversos invariants polinòmics.

## Identificar invariants
Una de les maneres més senzilles de comprovar si una funció per nusos n'és un invariant és comprovar si la funció en qüestió és invariant pels moviments de Reidemeister. Com que dos nusos són isòtops si i només si qualsevol diagrama d'un d'ells permet obtenir qualsevol diagrama de l'altre, és suficient veure que quan s'aplica qualsevol dels tres moviments a un diagrama el valor de la funció es manté invariant.

## Altres exemples d'invariants per nusos
- Polinomi de Jones
- Polinomi parèntesi de Kauffman
- Polinomi HOMFLY
- Polinomi d'Alexander